# کریستارت لپسوی
کریستارت لپسوی (انگلیسی: Kristoffer Lepsøe؛ ۱۵ مارس ۱۹۲۲ – ۲۶ مارس ۲۰۰۶) قایقران روئینگ اهل نروژ بود.
وی در مسابقات کشوری و بین‌المللی در مجموع برندهٔ ۲ مدال برنز شده‌است.